# Slag bij Wieringen
De Slag bij Wieringen is een zeeslag die plaatsvond tijdens de Hoekse en Kabeljauwse twisten op 8 september 1427. Enerzijds waren er de Hoeksgezinden onder leiding van Willem van Brederode en anderzijds was er een Bourgondische vloot.

## Achtergrond
In het najaar van 1425 was Jacoba van Beieren ontsnapt uit Gent en naar Holland gevlucht, waar haar Hoekse volgelingen de vestigingsdriehoek van Schoonhoven-Gouda-Oudewater hadden opgericht. Jacoba's veldtocht ging gepaard met kleine successen als het behouden van Schoonhoven en de  Slag bij Alphen waar het belangrijke rivieren knooppunt "de Gouwe" en "oude Rijn" werd gewaarborgd. De nederlagen als de Slag bij Brouwershaven waar Engelse versterking werd verwacht en het mislukte Beleg van Haarlem pakten negatief voor haar uit. Even leek Jacoba hulp te krijgen van Kennemerse boeren, maar die werden in 1426 verslagen bij Hoorn.
Jacoba leek nog op de steun van bisschop Rudolf van Diepholt te kunnen rekenen, maar deze werd ook geïntimideerd door Filips de Goede, die dreigde met een inval in het Sticht. Die vond daadwerkelijk plaats in het najaar van 1427 met de stad Amersfoort.

## Verloop
Brederode werd aan het einde van het voorjaar van 1427 door Jacoba van Beieren eropuit gestuurd om vanuit het Noorden van Holland de steden weer Hoeksgezind te krijgen. Het was hem gelukt om de steden Monnickendam, Grootebroek en het eiland Texel onder Hoekse invloed te krijgen en hij voer daarna naar Wieringen uit. Echter waren de Kabeljauwsgezinde steden als Amsterdam, Hoorn en Enkhuizen (onder waarschijnlijke aansturing van Roeland van Uutkerke) achter de Hoekse plannen gekomen en voeren zij met hun schepen bemand met poorters naar hen uit. De stedelingen wisten Van Brederode en zijn gevolg in te sluiten, waardoor ze geen kant op konden. Willem van Brederode kon twee dingen doen, verhongeren of de strijd aangaan. Hij besloot een gedeelte van zijn bemanning van boord te laten gaan en hoopte dat hij zich met het keren van het tij (eb en vloed) een weg naar open zee kon banen. Het weer was echter ongunstig en de twee vloten raakten in gevecht.
De slag eindigde in het nadeel van Willem van Brederode en zijn gevolg. Hij en 84 overlevenden werden naar Enkhuizen overgebracht en onthoofd; alleen Van Brederode ging vrijuit vanwege zijn adellijke komaf.